# Антоново (Сергиево-Посадский район)
Антоново — деревня в Сергиево-Посадском районе Московской области, в составе муниципального образования Сельское поселение Шеметовское (до 29 ноября 2006 года входила в состав Марьинского сельского округа).

## Население
| 2002 | 2006 | 2010 |
| ---- | ---- | ---- |
| 15   | ↗18  | ↘16  |

## География
Антоново расположено примерно в 33 км (по шоссе) на северо-запад от Сергиева Посада, по правому берегу реки Вели (левый приток реки Дубны), высота центра деревни над уровнем моря — 166 м. Деревня связана автобусным сообщением с райцентром и соседними населёнными пунктами.